# 武恪
武恪，字伯威，元朝宣德府（今河北省张家口市宣化区）人。
武恪以神童游学江南，年轻时入国学肄业。元仁宗时，和世㻋（后来的元明宗）在潜邸，选为说书秀才，随从他出镇云南。和世㻋想要在陕西起兵，武恪力谏反对出兵，和世㻋不从，于是回到京师，隐居教授，居住在陋巷，教训子弟。元文宗知其名，任用他为秘书监典簿。又改任汾西县尹、沁水县尹、授经郎，当时他都没有就任。他好读《周易》，著有《水云集》。